# Cut the Crap
Cut The Crap is het zesde studioalbum van de Britse punkband The Clash. Het album bereikte de 88ste plaats in de Amerikaanse hitlijst, de 35ste plaats in Nieuw-Zeeland, de dertigste plaats in Zweden en de zestiende plaats in het Verenigd Koninkrijk. De muziek van dit laatste Clash-album werd opgenomen in Munchen en gemixt in Londen.

## Tracklist
| Nr. | Titel              | Duur |
| --- | ------------------ | ---- |
| 1.  | Dictator           | 3:00 |
| 2.  | Dirty Punk         | 3:13 |
| 3.  | We Are the Clash   | 3:04 |
| 4.  | Are You Red.. Y    | 3:04 |
| 5.  | Cool Under Heat    | 3:23 |
| 6.  | Movers and Shakers | 3:03 |
| 7.  | This is England    | 3:52 |
| 8.  | Three Card Trick   | 3:10 |
| 9.  | Play to Win        | 3:11 |
| 10. | Fingerpoppin'      | 3:15 |
| 11. | North and South    | 3:33 |
| 12. | Life Is Wild       | 2:39 |
| 13. | Do It Now          | 3:04 |